# 江の島・鎌倉フリーパス

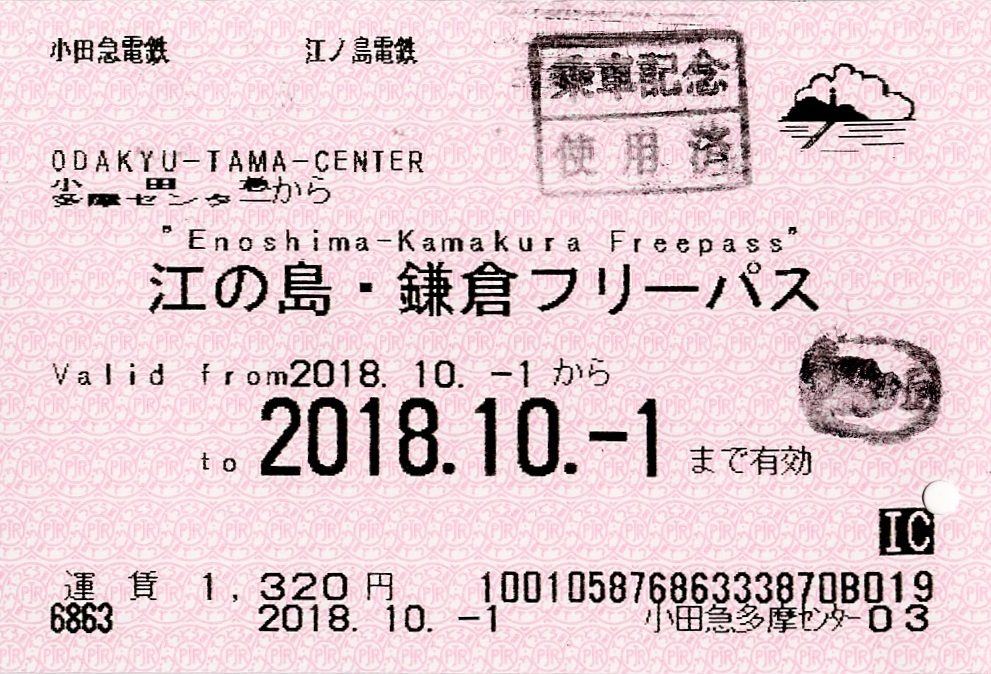
小田急電鉄発行のパス

江の島・鎌倉フリーパス（えのしま・かまくらフリーパス）は、小田急電鉄および相模鉄道・西武鉄道・東急電鉄が発売している周遊券である。

## 概要

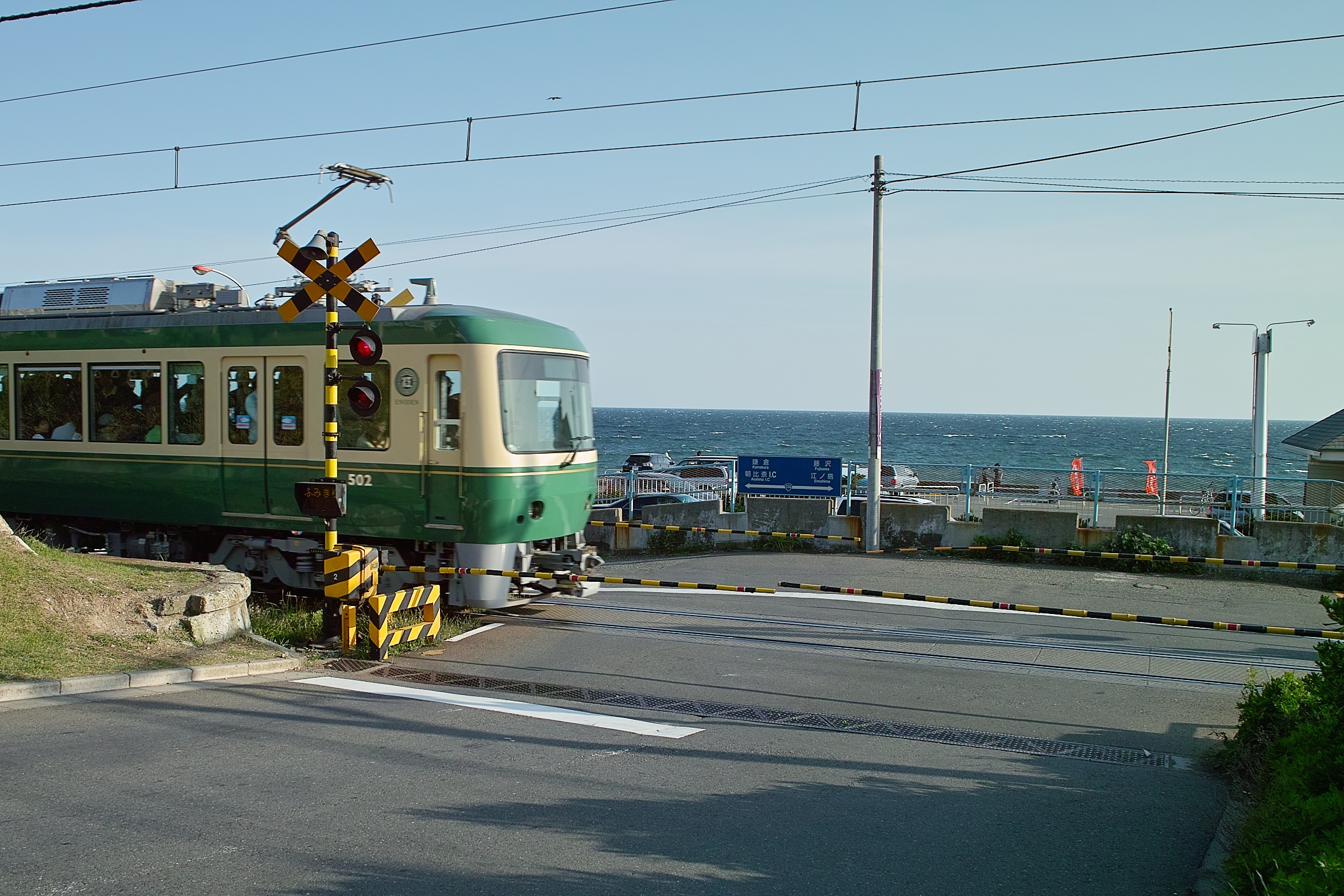
七里ヶ浜周辺の江ノ島電鉄線

高徳院 鎌倉大仏

小田急線発駅から江ノ島線藤沢駅までの往復乗車券と 江ノ島線藤沢駅 - 片瀬江ノ島駅間、および江ノ島電鉄線全線が乗り降り自由の周遊券である。有効期間は使用開始日を含めて1日間。また、江ノ島・鎌倉地域の施設で優待も受けられる。
JR東日本がかつて発売していた鎌倉・江ノ島フリーきっぷと異なり、湘南モノレールとJR線は利用できない。

## その他
- 相鉄側の発売する分は上記に相鉄線発駅から相鉄線大和駅までの往復割引乗車券が追加される。小田急線への乗り換えは大和駅で行うことができる（湘南台駅では乗り換え不可）。

- 西武側の発売する分は上記に西武線発駅から西武線西武新宿駅または池袋駅までの往復割引乗車券が追加される。小田急線への乗り換えは新宿駅で行うことになるが、JR新宿駅 - 高田馬場駅または池袋駅間を利用する場合は別途運賃を支払うことになる[1]。

- 東急側の発売する分は上記に東急線発駅（田園都市線に限る）から中央林間駅までの往復割引乗車券が追加される。小田急線への乗り換えは中央林間駅で行うことができる。

## 発売箇所
- 小田急線各駅
- 小田急トラベル各営業所
- 近畿日本ツーリスト・日本旅行・東武トップツアーズなどの旅行代理店の各営業所
- スマートフォンアプリ「EMot」
- 西武線各駅（但し、池袋駅、西武新宿駅、小竹向原駅、新桜台駅および多摩川線各駅を除く）
- 相鉄線各駅（但し、大和駅および湘南台駅を除く）
- 東急田園都市線各駅（但し、中央林間駅を除く）